# Brachyscleroma medleri
Brachyscleroma medleri là một loài tò vò trong họ Ichneumonidae.